# Współdzielenie (code-share)

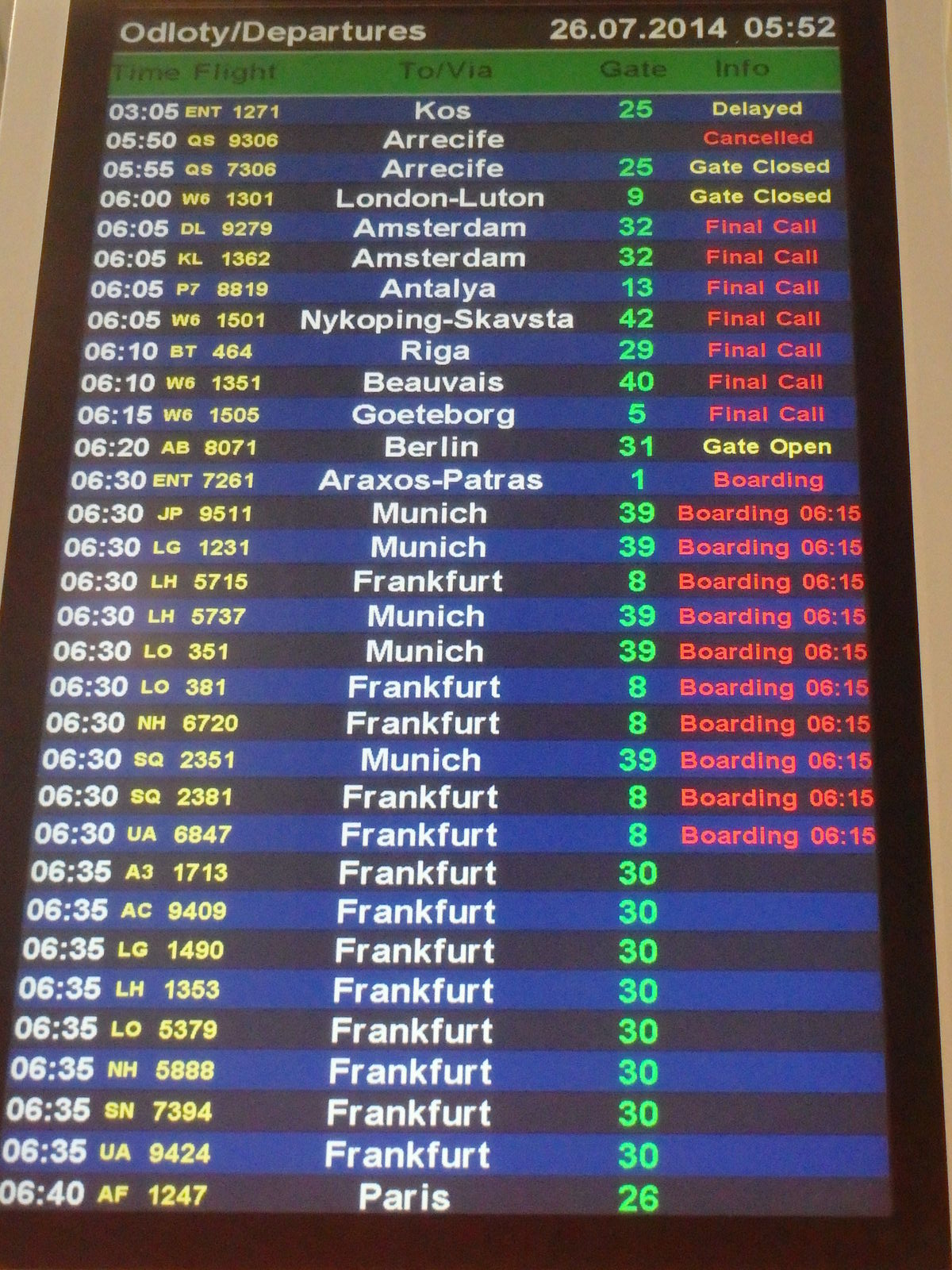
Loty współdzielone na Warszawskim lotnisku

Współdzielenie, ang. code-share - współpraca linii lotniczych polegająca na przewozie przez jedną linię lotniczą pasażerów posiadających bilety wystawione przez inną linię lotniczą. 
Dzięki współdzieleniu przedsiębiorstwo może zaoferować pasażerom większą ofertę połączeń lotniczych aniżeli tylko obsługiwane przez swoje samoloty. Przy rezerwowaniu lotu typu code‑share bilet posiada numer lotu linii sprzedającej bilet, choć część połączenia będzie odsługiwane przez inną linię lotniczą (której numer lotu będzie inny, niż widniejący na danym bilecie).